# Through the Fire and Flames
«Through the Fire and Flames» (en español: «A través del fuego y las llamas») es una canción de la banda inglesa de power metal DragonForce. Está considerada una de sus canciones más exitosas. La canción se ha editado en formato sencillo además de ser el tema inicial del tercer álbum de DragonForce, Inhuman Rampage, y en ella se aprecian solos gemelos de guitarra a un ritmo frenético a cargo de Herman Li y Sam Totman.
La canción alcanzó la posición #86 en la Billboard Hot 100 y la #61 en la Canadian Hot 100. además de incluirse en dos álbumes recopilatorios. 
"Through the Fire and Flames" también se ha utilizado en varios videojuegos. Se considera la canción más compleja incluida en la serie de juegos del Guitar Hero, apareciendo por primera vez como una canción adicional desbloqueable en el Guitar Hero III: Legends of Rock, más tarde figuraría en el repertorio principal del Guitar Hero: Greatest Hits editada para interpretarse en formato banda (cuatro intérpretes/jugadores). Es, además, una de las canciones más populares entre los jugadores de Audiosurf y aparece en los juegos para bandas de Konami, GuitarFreaks y DrumMania V6. Entre los videojuegos más recientes puede encontrarse en el Brütal Legend. La canción hace una breve aparición en la película Despicable Me 4.

## Composición y grabación
Durante la grabación de la canción, el guitarrista Herman Li rompió una de las cuerdas de su guitarra. A pesar de esto, la banda decidió conservar esta grabación y la incluyó en la versión final del álbum.

### Vídeo musical
El tema se utilizó en el primer vídeo musical de DragonForce. Para el vídeo, se utilizó una versión reducida, de unos cinco minutos de duración.
Durante los solos de guitarra, la cámara enfoca a Herman Li y a Sam Totman, con planos intercalados según quién está tocando en cada momento. En los solos de Herman Li, Totman está a su izquierda bebiendo. Al comienzo del solo, Herman toca un sonido proveniente del juego Pac-Man, para acto seguido lanzar al aire la whammy bar usada para tal fin.
Cerca del final, se muestran cinco planos de cada miembro de la banda, cada uno desde un ángulo distinto. Al final, la cámara hace un zoom para alejarse de la banda, en contraposición alupara acercarse del inicio. 
El vídeo musical circuló a través de YouTube en el cual tiene más de 124 millones de visitas, y en varios canales musicales, incluyendo MTV2, y se proyectó en una pantalla durante la actuación de la banda en el Ozzfest en 2006.

## Aspectos de la compilación
La canción figura en dos álbumes recopilatorios: La versión corta de la canción, llamada por error “Through the Fire and the Flames ", aparece en el MTV2 Headbanger's Ball: The Revenge, lanzado el 11 de abril de 2006. La versión completa de la canción se publica en el  Salvation, Vol. 1, lanzado el 23 de octubre de 2007.

## Aparición en videojuegos y otros medios

### Guitar Hero
"Through the Fire and Flames" se incluyó por vez primera en la serie de videojuegos rítmicos Guitar Hero como un tema adicional en el Guitar Hero III: Legends of Rock. La canción se desbloquea e inicia automáticamente durante los créditos cuando el jugador termina el videojuego en cualquiera de sus niveles de dificultad. Varias reseñas publicadas en el momento del lanzamiento del juego catalogaron la canción como la más difícil de la serie Guitar Hero, un título respaldado por el Guinness World Records. Asimismo, el tema alcanzó la posición #4 en la lista "Top Ten Villains of '07" de GameInformer. Si se consigue completar la canción en nivel experto (el nivel de dificultad más elevada del juego), en las versiones para Wii y PlayStation 2 se carga una pantalla con el mensaje "Good Luck" (Buena suerte), mientras que en la Xbox 360 se consigue el "The Inhuman achievement" (El logro inhumano) en referencia al título del álbum de DragonForce Inhuman Rampage
Tras la inclusión de "Through the Fire and Flames" en el Guitar Hero III: Legends of Rock, las ventas de los CD de DragonForce aumentaron en una semana un 126%. Las ventas digitales de la canción, registradas por Nielsen SoundScan, se incrementaron de 2000 por semana a 10 000 por semana inmediatamente después del lanzamiento del juego, y alcanzaron las 40.000 por semana a finales de 2007.
La canción también se incluyó en el repertorio principal de Guitar Hero: Greatest Hits, que ofrecía las canciones más populares de los juegos anteriores actualizadas para poder interpretarlas como banda (cuatro jugadores), formato introducido por el Guitar Hero World Tour e incluía el nivel "Experto+" aparecido en el Guitar Hero: Metallica.

### Audiosurf
Después del lanzamiento del videojuego musical Audiosurf el 15 de febrero de 2008, "Through the Fire and Flames" se convirtió en una de las canciones más populares del juego. Durante febrero y marzo, la canción se listó en el top cinco de las "Most Played Songs" (Canciones más tocadas) en la página web oficial del juego.
Una crítica atribuyó la popularidad de la canción en Audiosurf a su aparición en el Guitar Hero III.

### GuitarFreaks
La canción está disponible en los juegos de coordinación musical de Konami, DrumMania, GuitarFreaks y Guitar Hero 3

### Brütal Legend
La canción aparece en el videojuego de 2009, Brütal Legend.

### Regular Show
La canción aparece en el capítulo "No Train No Gain" de Regular Show la cual es utilizada durante el entrenamiento de Pops.

### Osu!
Uno de los primeros beatmaps que se publicaron en la web oficial de Osu! fue "Through the Fire and Flames". Esta es una de las canciones más jugadas desde entonces, alcanzando los 10 millones de intentos (aunque pocos sean victorias).

### Fortnite
La canción fue añadida como una Pista de Improvisación, y fue entregada gratuitamente mediante el evento "Asalto de Primavera" junto con una skin de Dupli-Kate de Invencible. Posteriormente se integro en la tienda del juego tras finalizar el evento.